# Trapusa và Bahalika
Trapusa (còn viết là Tapussa, Tapassu) và Bahalika (còn viết là Bhallika, Bhalluka, Bhalliya) là 2 thương nhân được các kinh điển Phật giáo nguyên thủy ghi nhận là 2 đệ tử đầu tiên của Đức Phật. Những ghi chép đầu tiên về Trapusa và Bahalika xuất hiện trong phần Vinaya của bộ Tripiṭaka, ghi nhận họ là những người đầu tiên cúng dường vật thực cho Phật sau khi Ngài giác ngộ, là người đầu tiên được nghe Phật thuyết giảng (bấy giờ Tăng già vẫn chưa thành lập), và những người đầu tiên trở thành đệ tử của Đức Phật. Theo Huyền Trang, Phật giáo được truyền đến Trung Á ban đầu từ Balkh chính là nhờ công của Trapusa và Bahalika.
Theo Chú giải Theragāthā, thì Trapusa và Bahalika là hai anh em, con của người trưởng đoàn xe tải ở Pokkharavatī. Về sau hai ông viếng Đức Phật tại Rājagaha (Vương Xá) và được Ngài thuyết pháp; Trapusa đắc quả Dự lưu, trong khi Bahalika xin gia nhập Tăng đoàn và đắc quả A-la-hán. Thời gian sống của Trapusa và Bahalika theo ghi chép của kinh điển Phật giáo đối chiếu ước tính vào khoảng từ 563 đến 483 TCN,. Tuy nhiên, theo các nghiên cứu ngày nay, thời điểm qua đời của họ được cho rằng vào khoảng từ 486 đến 483 TCN hoặc từ 411 đến 400 TCN.

## Các thuyết địa phương

### Trung Á
Theo ghi chép của Huyền Trang, sau khi trở thành đệ tử đầu tiên của Đức Phật, Trapusa và Bahalika đã xin Đức Phật một kỷ vật để học có thể nhớ về Ngài khi trở về nhà. Đức Phật sau đó đã trao cho họ 8 sợi tóc của mình. Họ đã đem những sợi tóc đặt trong chiếc hộp vàng và mang về quê hương mình (Balkh). Tại đó, một bảo tháp được xây dựng lên để tôn thờ những xá lợi tóc này.
Huyền Trang cũng kể rằng Trapusa và Bahalika là những người đầu tiên được Đức Phật hướng dẫn mẫu bảo tháp. Theo đó, Đức Phật đã gấp áo choàng của mình 3 lần, sau đó đặt bát thực của mình lật úp ở trên để làm hình mẫu cho bảo tháp.

### Sri Lanka
Theo Biên niên sử Tích Lan, Thapassu và Bhalluka là 2 thương gia anh em. Họ đã gặp Đức Phật trên đường du hành trở về từ Rajagaha (Rajgir) và trở thành những người đầu tiên quy y Phật Pháp. Sau khi trở về với 8 Xá lợi tóc, họ đã đến Thiriyaya (Đông Bắc Sri Lanka). Tại đây, một số tóc đã được đặt vào một bảo tháp (Stupa) xây trên đỉnh núi mà ngày nay gọi là Girihandu Seya. Nó được xem là bảo tháp đầu tiên tại Sri Lanka.

### Myanmar
Theo truyền thống Phật giáo Myanmar, Taphussa và Bhallika là 2 anh em thương gia đến từ Balkh (nay thuộc Afghanistan), đã được gặp Phật và được ban 8 xá lợi tóc. Khi trở về, họ đến Myanmar và được vua Okkalapa giúp dỡ tìm ra Đồi Singuttara, di tích nơi Đức Phật đã đến khi chưa thành đạo. Nơi này về sau chính là Chùa Shwedagon.

## Ý nghĩa
John S. Strong đã nêu bật ý nghĩa những di sản tiên phong của Trapusa và Bahalika:

Chúng ta có một truyền thống quan trọng khi tập hợp những điều gọi là "đầu tiên": Đệ tử đầu tiên quy y Phật Pháp; Người đầu tiên cúng dường vật thực cho Đức Phật sau khi giác ngộ; Tỳ kheo đầu tiên; Pháp giảng đầu tiêng của Đức Phật đến với thế gian; Xá lợi Phật đầu tiên; và Bảo tháp Phật đầu tiên trên trái đất.